# Dolića Draga
Dolića Draga je naselje u općini Lokvičići, u Splitsko-dalmatinskoj županiji. 

## Zemljopis
Naselje se nalazi sjevero-zapadno od Lokvičića (naselja).

## Stanovništvo
Od 1880. do 1910. iskazivano je pod imenom Dolići, a do 1991. pod imenom Dolići Draga. 1857., 1869., 1921., 1953. i 1961. podaci su sadržani u naselju Lokvičići. Od 1880. do 1910. i u 1948. iskazivano kao dio naselja.
| broj stanovnika |       |       | 166   | 198   | 215   | 169   |       | 937   | 209   |       |       | 1087  | 829   | 637   | 455   | 367   | 309   |
|                 | 1857. | 1869. | 1880. | 1890. | 1900. | 1910. | 1921. | 1931. | 1948. | 1953. | 1961. | 1971. | 1981. | 1991. | 2001. | 2011. | 2021. |